# Challenger de Aix-en-Provence 2023
El torneo Open Aix Provence 2023 fue un torneo de tenis perteneció al ATP Challenger Tour 2023 en la categoría Challenger 75. Se trató de la 10ª edición; el torneo tuvo lugar en la ciudad de Aix-en-Provence (Francia), desde el 1 hasta el 7 de mayo de 2023 sobre pista de tierra batida al aire libre.

## Jugadores participantes del cuadro de individuales
| Favorito | País                      | Jugador                 | Rank1 | Posición en el torneo |
| -------- | ------------------------- | ----------------------- | ----- | --------------------- |
| 1        | Bandera de Estados Unidos | Tommy Paul              | 17    | FINAL                 |
| 2        | Bandera de Estados Unidos | Brandon Nakashima       | 44    | Segunda ronda         |
| 3        | Bandera de Francia        | Adrian Mannarino        | 46    | Segunda ronda         |
| 4        | Bandera de Suecia         | Mikael Ymer             | 50    | Baja                  |
| 5        | Bandera del Reino Unido   | Andy Murray             | 52    | CAMPEÓN               |
| 6        | Bandera de Kazajistán     | Alexander Bublik        | 55    | Cuartos de final      |
| 7        | Bandera de Francia        | Grégoire Barrère        | 56    | Primera ronda         |
| 8        | Bandera de Argentina      | Tomás Martín Etcheverry | 59    | Segunda ronda         |

- 1 Se ha tomado en cuenta el ranking del 24 de abril de 2023.

### Otros participantes
Los siguientes jugadores recibieron una invitación (wild card), por lo tanto ingresan directamente al cuadro principal (WC):
- Gaël Monfils
- Andy Murray
- Tommy Paul

Los siguientes jugadores ingresan al cuadro principal tras disputar el cuadro clasificatorio (Q):
- Arthur Cazaux
- Ivan Gakhov
- Robin Haase
- Hamad Međedović

## Campeones

### Individual Masculino
- Andy Murray derrotó en la final a  Tommy Paul, 2–6, 6–1, 6–2

### Dobles Masculino
- Jason Kubler /  John Peers derrotaron en la final a  Nuno Borges /  Francisco Cabral, 6–7(5), 6–4, [10–7]